# Chirotica canariensis
Chirotica canariensis är en stekelart som beskrevs av Horstmann 1993. Chirotica canariensis ingår i släktet Chirotica och familjen brokparasitsteklar. Inga underarter finns listade i Catalogue of Life.